# さんらもん丸
さんらもん丸（さんらもんまる）は、かつて三菱商事船舶部（1943年6月に三菱汽船となる）が所有・運航したタンカー。

## 船歴
三菱商事が「さんぺどろ丸」級タンカーの改良型として、1935年（昭和10年）に三菱重工業長崎造船所で建造したタンカーで、「さんらもん丸」級2隻の1番船である。同型船としては、2番船の「さんくれめんて丸」があるほか、準同型の「さんぺどろ丸」級として「さんぢゑご丸」「さんるいす丸」「第一小倉丸」「第二小倉丸」が建造されている。
竣工後は主に北米～横浜間の石油輸送に従事していたが、アメリカの石油輸出制限後は目的地がボルネオ島に変更された。太平洋戦争勃発直後の1941年（昭和16年）12月23日に日本海軍により徴用され、海軍一般徴用船となった。1943年（昭和18年）9月1日には特設運送船(給油船)に移籍した。
1943年（昭和18年）11月4日にボルネオのミリで原油10,600トンを積み、途中で第221船団に加わって日本を目指したが、済州島から門司へ航行中の11月27日午前0時過ぎにアメリカの潜水艦シーホースの雷撃に遭い右舷に被雷。さらに午前1時半には左舷にも被雷し、約10分後に沈んだ。船長を含め28名が戦死した。

## 2代目
太平洋戦争後に三菱汽船の後身である三菱海運のタンカーとして同名の二代目船が建造されている。1954年（昭和29年）に竣工後、原油輸送に活躍。1964年（昭和39年）4月1日、三菱海運が日本郵船と合併したため日本郵船に移籍。1969年（昭和44年）8月11日、パナマのLimsan Corp. S.Aに売却され、Limmonに改名。以降の消息は不明である